# NATO-Draht

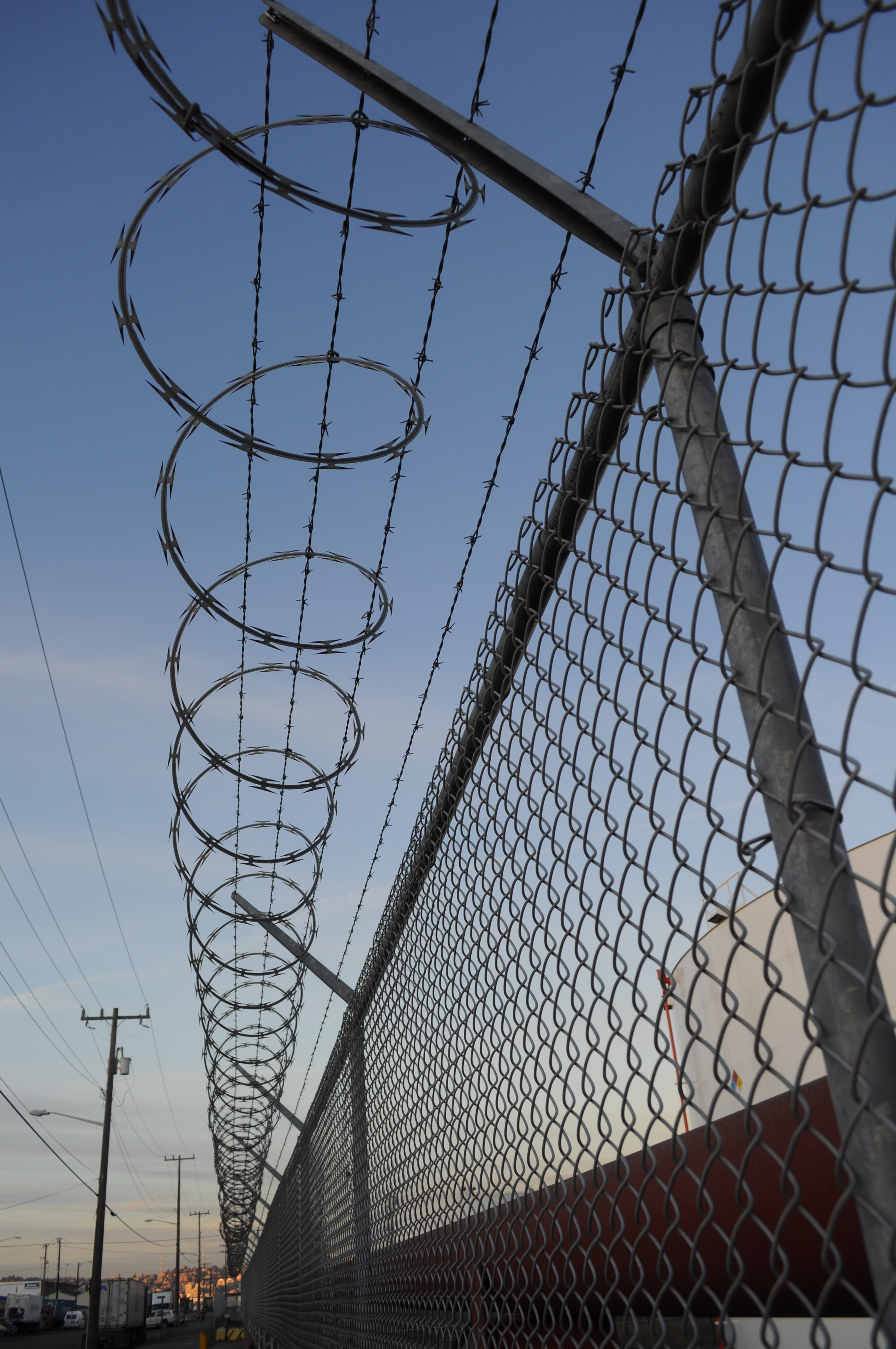
NATO-Draht mit langer Schneide in typischer Verlegung als „Ziehharmonika“, kombiniert mit und befestigt an herkömmlichem Stacheldraht

NATO-Draht (S-Draht, Z-Draht, Klingendraht oder Bandstacheldraht, in der Bundeswehr offiziell Widerhakensperrdraht, im österreichischen Bundesheer offiziell Stachelbandrolle oder SB-Rolle) ist eine Variante des Stacheldrahtes, der als Drahtrollen gedreht ist und dessen Aufgabe es ist, das Betreten oder Verlassen bestimmter Bereiche für Personen und in gewissem Umfang auch für Fahrzeuge stark zu erschweren oder zu verhindern.

## Hintergrund und Funktion
Im Vergleich zu gebräuchlichem Stacheldraht dauert das Überwinden von NATO-Draht länger. Er wird daher bei Anlagen und in Situationen mit erhöhtem Sicherheitsbedürfnis eingesetzt. Weiterhin ist NATO-Draht gefährlicher als Stacheldraht, da die rasiermesserscharfen Schneiden stärkere Verletzungen als die Stacheldrahtdornen verursachen. Er lässt sich schneller anbringen, da auf Krampen oder Nägel verzichtet werden kann. Die Enden des Bandstacheldrahtes lassen sich aneinanderfügen, da am Anfang und Ende eine Verbindungsöse eingestanzt ist. Durch seine Form lässt er sich raumsparend verpacken und transportieren. Die private Verwendung auf Grundstücken ist grundsätzlich nicht verboten, mit Verweis auf eine erhöhte Gefährdung von Kindern und Jugendlichen wurde allerdings von der Rechtsprechung die Demontage von NATO-Draht-Umzäunungen um Privatgrundstücke verlangt. In Deutschland wird dieser Typ Stacheldraht NATO-Draht genannt, da dieser vom NATO-Verbündeten USA nach Deutschland eingeführt worden ist und über viele Jahre ausschließlich im Militärbereich verwendet wurde.

## Geschichte

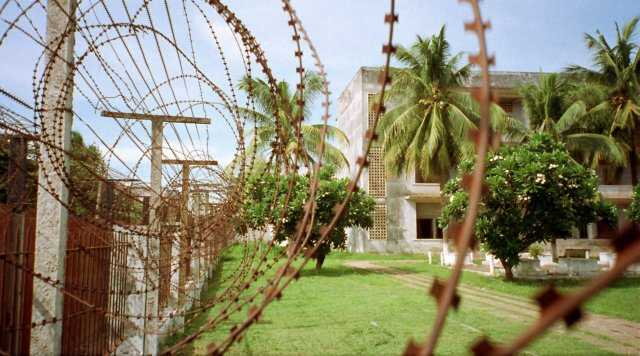
NATO-Draht in Tuol Sleng

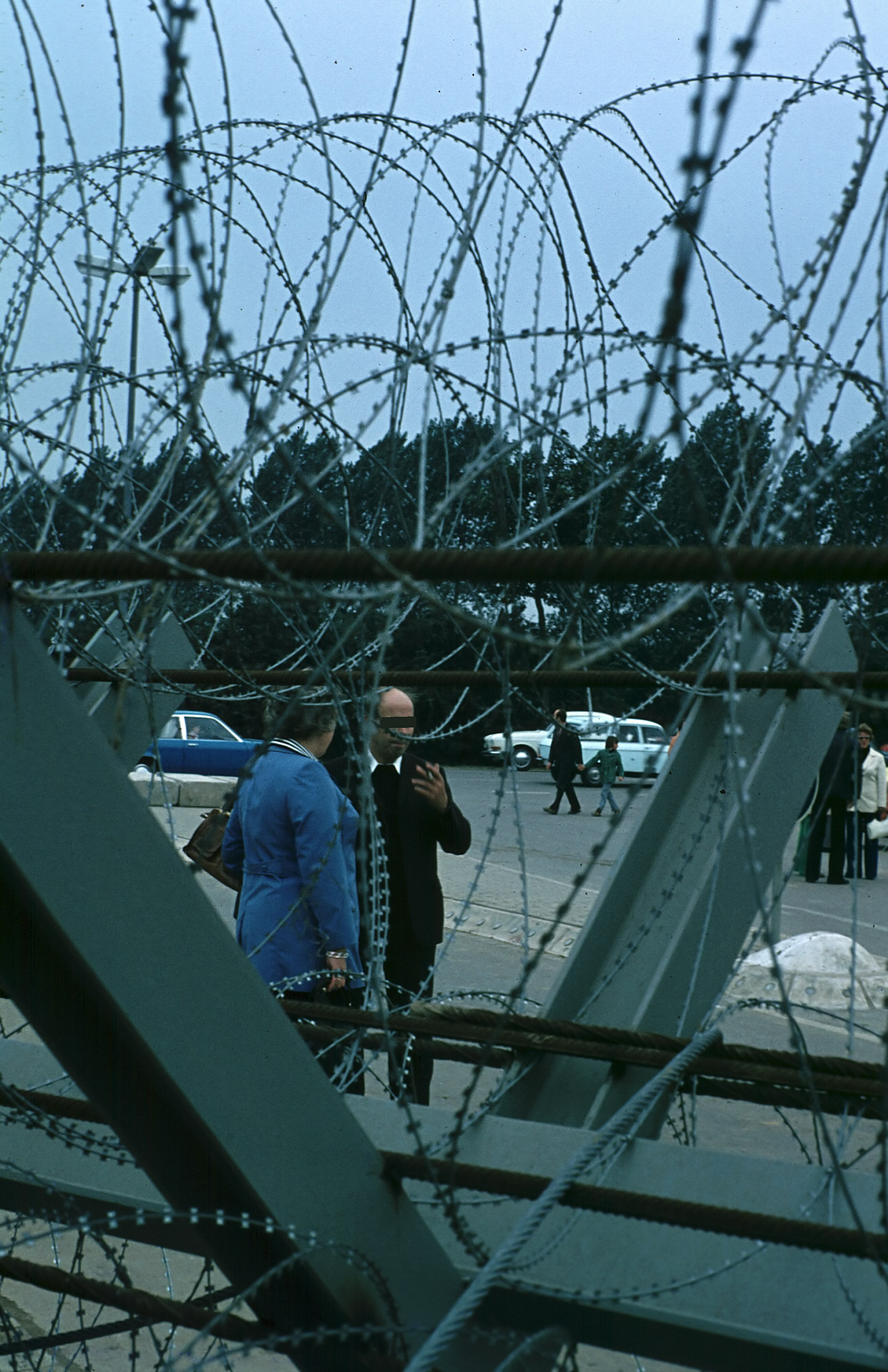
NATO-Draht mit kurzer Schneide: 1977 in Verbindung mit Tschechenigeln als Absperrung der Baustelle des Kernkraftwerks Kalkar

Die ersten Versionen dieser Stacheldrahtart wurden im Ersten Weltkrieg von Deutschland hergestellt. Grund hierfür war ein kriegsbedingter Mangel an Draht, um herkömmlichen Stacheldraht herzustellen. Daher begann man, aus Stahlbändern Flachdraht mit dreieckigen Schneiden auszustanzen („Bandstacheldraht“). Ein willkommener Nebeneffekt war, dass man eine vergleichbare Stacheldrahtlänge dieses neuen Typs in kürzerer Zeit produzieren konnte. Diese Vorläufer des NATO-Drahtes besaßen noch keinen Innendraht zur Stabilisierung, waren daher mit Blechscheren leicht zu zerschneiden und auch nicht so robust wie normaler Stacheldraht. Jedoch widerstanden sie den damaligen Drahtschneidern zum Zerschneiden von normalem Stacheldraht, wie sie damals an der Front gebräuchlich waren.
Ende der 1960er Jahre und zu Beginn der 1970er Jahre wurde der unverstärkte NATO-Draht auch kommerziell angewendet. Zuerst wurde er an US-Gefängnissen als äußere Grenzbefestigung verwendet. Etwa 1981 begannen verschiedene Firmen, nachdem der NATO-Draht mit einem Innendraht verstärkt worden war, diesen erfolgreich zu vermarkten. Hierbei gab es allerdings auch Patentstreitigkeiten.
Nachdem NATO-Draht ausreichend weiterentwickelt worden war, wurde er in vielen Staaten militärisch angewendet, da er im Vergleich zum Stacheldraht leichter ist und so mit weniger Gewicht die gleiche Schutzstufe erreicht.
In der Regel wird NATO-Draht heutzutage als Rolle mit einem Meter Durchmesser geliefert. Auseinandergezogen lassen sich dann Längen bis etwa 15 Meter erreichen. Er findet Anwendung unter anderem als Krone auf Sicherheitszäunen und für mobile Schnellsperren, bei Seitentoren beziehungsweise Seiteneingängen und Sicherheitssperren, meist durch Wachen gegen „Wiederaufnahme“ gesichert.
S-Drahtrollen werden besonders im Orts- und Häuserkampf eingesetzt, Bandstacheldraht im Waldkampf.

## Herstellung

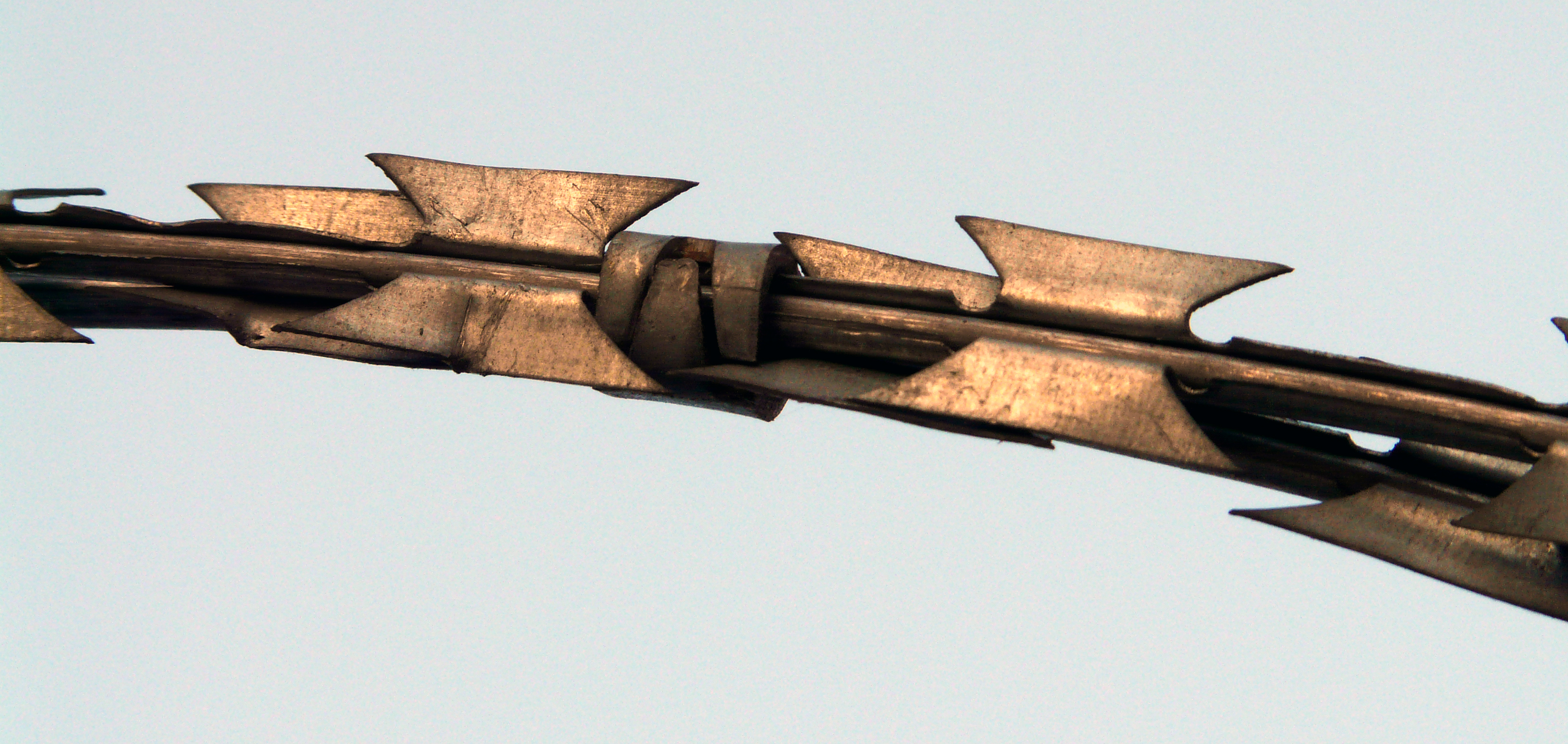
NATO-Draht im Detail

Die Klingen des NATO-Drahtes werden mit speziellen Stanzmaschinen aus normalem oder verzinktem, zumeist circa 19 × 1 Millimeter breitem Flachdraht aus Stahl gefertigt, aus dem langlochförmige Stücke herausgestanzt werden. Die so entstandenen Grate sind sehr scharf. Während früher die Klingen zunächst vereinzelt, in regelmäßigen Abständen an einer Draht-Seele aus Federstahl angebracht und durch Widerstandspressschweißungen mit dieser verbunden wurden, wird der gestanzte Flachdraht heutzutage meist unzerteilt verarbeitet und solcherart mit der Seele verschweißt. Anschließend wird der fertige NATO-Draht feuerverzinkt. Wie auch gewöhnlicher Stacheldraht wird NATO-Draht in glatter oder gerollter Ausführung gefertigt.

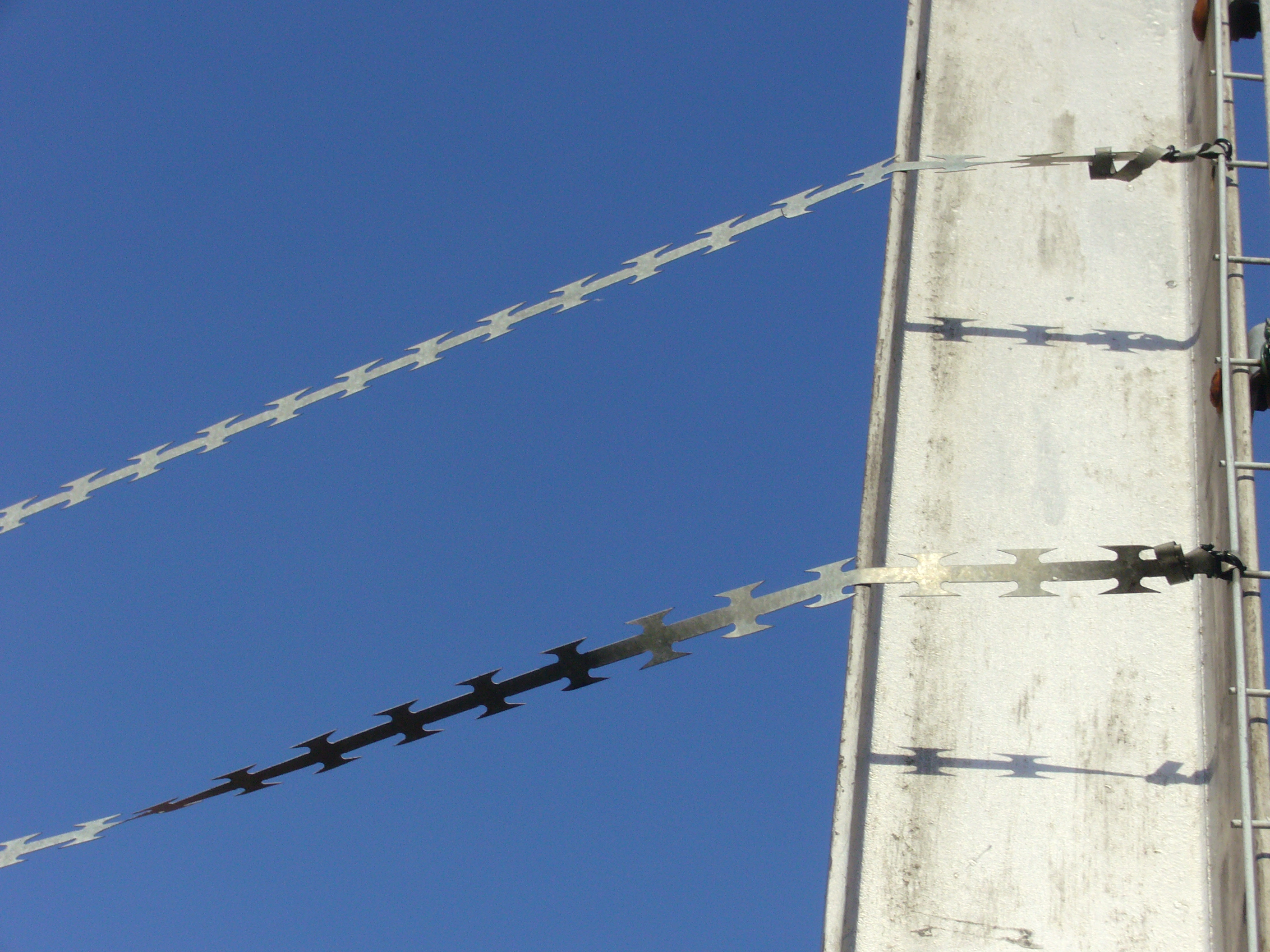
Bandstacheldraht

Darüber hinaus wird NATO-Draht aus Korrosionsschutzgründen in einer Version aus rostfreiem Stahl hergestellt. Dabei ist der so genannte Seelendraht verzinkt, und nur die äußeren Schneiden bestehen aus Edelstahl. Die Herstellung aus rostfreiem Stahl ist teuer und kommt nur bei langfristigen Befestigungen oder beispielsweise unter Wasser zum Einsatz.
Bei Bandstacheldraht wird keine Drahtseele eingearbeitet. Zum Schutz vor Korrosion wird der Bandstacheldraht brüniert. Abschließend wird das Band flach auf eine Rolle aufgewickelt (gängige bei der deutschen Bundeswehr verwendete Länge: 50 Meter). Häufig ist die Verwendung eines Verlegegeräts, insbesondere in Verbindung mit Baumbewuchs.
Die verschiedenen Typen NATO-Drahts werden unter anderem nach der Länge ihrer Klingen unterschieden:
- kurz, 10 bis 15 Millimeter Schneidlänge
- mittel, 20 bis 25 Millimeter Schneidlänge
- lang, 60 bis 66 Millimeter Schneidlänge

Es gibt keine gesicherten Untersuchungen, ob längere Schneiden effektiver gegen eine Überwindung sind. Unbestritten ist jedoch ein größerer Abschreckeffekt bei größerer Schneidlänge.

## Einsatzgrundsätze für das Anlegen von Drahtsperren
Drahtsperren dienen dazu, Feindkräfte vor eigenen Stellungen und in eigenen Flanken in der Bewegung zu behindern. Beim Anlegen von Drahtsperren gilt: Breite geht vor Tiefe, Tiefe aber vor Höhe. Drahtsperren sind innerhalb der eigenen Sichtweite, aber außerhalb der Handgranatenwurfweite des Feindes anzulegen, damit dieser keine Handgranaten in die eigenen Stellungen werfen kann.
Daher können mit einer 50-Meter-Rolle Bandstacheldraht rund 10 Meter Fläche in der Breite gesperrt werden, mit einer Rolle S-Draht, von dem für die notwendige Höhe aber drei Rollen benötigt werden, rund 12 Meter. Kampfmittel gegen Drahtsperren sind Sprengrohr und Drahtschere.
Drahtsperren sollen den Feind behindern und der eigenen Truppe Zeit für den Feuerkampf schaffen; in Kriech- und Kniehöhe behindern sie den Feind wesentlich im Vorgehen und schaffen Zeit, ihn zu bekämpfen. Hohe Drahtsperren werden schnell durch Artilleriefeuer zerschlagen, niedrige tiefe behindern auch mit Lücken nach Artilleriebeschuss. Der Draht sollte nicht zu straff gespannt sein, da er bei Kälte oder Beschuss sonst reißen könnte.
Zusätzlich gibt es wie bei Sperren allgemein den Grundsatz, dass Drahtsperren immer durch eigene Kräfte bzw. deren Feuer überwacht werden müssen, da sie sonst durch den Gegner geräumt werden können und damit ihre Wirkung verlieren.